# آرماندو دینا
آرماندو دینا (انگلیسی: Armando Diena; ۸ آوریل ۱۹۱۴ – ۱ ژوئیهٔ ۱۹۸۵) بازیکن فوتبال اهل ایتالیا بود.
از باشگاه‌هایی که در آن بازی کرده‌است می‌توان به باشگاه فوتبال یوونتوس، باشگاه فوتبال اینتر میلان، و باشگاه فوتبال نووارا اشاره کرد.